# Perotis unicolor unicolor
Perotis unicolor unicolor é uma subespécie de insetos coleópteros polífagos pertencente à família Buprestidae.
A autoridade científica da subespécie é Olivier, tendo sido descrita no ano de 1790.
Trata-se de uma subespécie presente no território português.